# Pierre Versins
Pierre Versins (született: Jacques Chamson) (Strasbourg, 1923. január 12. – Avignon, 2001. április 19.) francia író, esszéista, sci-fi-specialista.

## Élete
André Chamson író unokatestvére volt. A második világháború alatt Pierre Versins álnéven részt vett a francia ellenállásban, emiatt letartóztatták és az auschwitzi koncentrációs táborba deportálták, a karjára tetovált rabszámot élete végéig viselte. Írói álnevének is az ellenállásban használt nevet választotta. 1952-ben Svájcban, Leysinben tartózkodott, a táborban megrendült egészsége miatt. Már Franciaországban jelentette meg az Anticipation című gyűjteményes sorozatának első négy kötetét. 1953 októberében jelent meg Le Rayon fantastique (A fantasztikus sugár) című munkája a Gallimard kiadónál. 1957-ben, Lausanne ban megalapította a tudományos-fantasztikus irodalommal foglalkozó Club Futopia (Futópia Klub) nevű szervezetet, amelynek elnöki tisztét töltötte be. 1957 októberében jelent meg az Ailleurs magazin első száma, ez volt a legelső francia sci-fi fanzin. A szövetség tagjainak száma gyorsan emelkedett, hamarosan elérte a kétszáz főt. 
Szenvedélyesen gyűjtötte a tudományos fantasztikumhoz kapcsolódó könyveket, alkotásokat. Ő fedezte fel ismét Raymond Roussel írásait. Gyűjteményéből több kiállítást is rendeztek, először a berni Kunsthallében, 1967-ben, majd ugyanebben az évben a párizsi Louvre-ban és 1968-ban Düsseldorfban. 
Az 1960-as évek végén Rovrayba, egy farmra költözött, ahol befejezte fő művét, az Encyclopédie de l’utopie, des voyages extraordinaires et de la science-fictiont (Az utópia, az elképzelhetetlen utazások és a science-fiction enciklopédiája, 1972) című enciklopédiát. Gyűjteményét Yverdon-les-Bains városának ajándékozta. A gyűjteményből szervezett kiállítás 1976. május 1. nyílt meg, s mintegy húszezer, a tudományos fantasztikumhoz tartozó dokumentumot és tárgyat (plakátok, műalkotások, játékok, stb.), valamint negyvenezer könyvet tartalmaz. 
Az avignoni kórházban hunyt el, ahol krónikus hörghuruttal kezelték. Halála után a Versins-díjat nevezték el róla.

## Munkái

### Regények
- 1954 : En avant, Mars
- 1954 : Les étoiles ne s'en foutent pas
- 1956 : Le professeur
- 1971 : Les transhumains

### Elméleti munkái
- Encyclopédie de l'utopie, des voyages extraordinaires et de la science-fiction, (1972, második kiadás: 1984)
- Outrepart, anthologie d'utopies (1990)

## Fordítás
- Ez a szócikk részben vagy egészben  a   Pierre Versins című francia Wikipédia-szócikk ezen változatának fordításán alapul.  Az eredeti cikk szerkesztőit annak laptörténete sorolja fel. Ez a jelzés csupán a megfogalmazás eredetét és a szerzői jogokat jelzi, nem szolgál a cikkben szereplő információk forrásmegjelöléseként.